# كين إينغليز
كين إينغليز (بالإنجليزية: Kenneth Stanley Inglis)‏ هو مؤرخ أسترالي، ولد في 7 أكتوبر 1929 في ملبورن في أستراليا، وتوفي في 1 ديسمبر 2017 في Carlton, Victoria ‏ في أستراليا بسبب سرطان البنكرياس.